# St. Martin (Martinskirchen)
Die Filialkirche St. Martin im Gemeindeteil Martinskirchen der Gemeinde Wurmannsquick im niederbayrischen Landkreis Rottal-Inn wurde im Wesentlichen in der zweiten Hälfte des 15. Jahrhunderts errichtet, aber 1899 um ein Joch nach Westen verlängert. Schiff und Chor der spätgotischen Kirche sind verputzt, gleich breit und mit Strebepfeilern ausgestattet. Der Chor hat einen polygonalen 5/8-Schluss. Am Chor sind zwei mittelalterliche Maßwerkfenster erhalten, die übrigen Fenster neugotisch verändert.
Der an die Südseite des Chors anschließende Turm ist aus Sichtbackstein. Seine drei unteren Geschosse haben einen quadratischen Grundriss und nur wenige kleine Fenster. Der achteckige Oberteil ist mit spitzbogigen Schallöffnungen ausgestattet und mit einem Zwiebeldach bekrönt. 
Das Schiff aus drei Jochen ist vom Chor durch einen Chorbogen getrennt, aber beide haben gleichartige Netzgewölbe. Der heutige Altar wurde um 1700 geschaffen und 1871 etwas verändert.